# Al-Manar
 (octobre 2023).
Al-Manar (arabe : المنار, Le Phare) est une chaîne de télévision libanaise en langue arabe, fondée le 3 juin 1991 et détenue majoritairement par le Hezbollah.

## Financement
Depuis 1997, l'actionnaire majoritaire d'Al-Manar est le Hezbollah, un groupe islamiste chiite considéré comme une organisation terroriste par plusieurs pays. Son financement est soutenu par la République Islamique d'Iran.
Al-Manar est considérée comme un organe de propagande du Hezbollah.
Al-Manar est placée sur la liste officielle des organisations terroristes des États-Unis.

## Diffusion
Al-Manar est à la fois une chaîne hertzienne destinée au Liban et une chaîne satellitaire à vocation internationale. Outre la langue arabe, les informations télévisées sont aussi présentées en français et en anglais.
Elle est diffusée par Arabsat 2B à 30,5 degrés est, Badr 3 à 26 degrés est et Nilesat 102 à 7 degrés ouest. est aussi sur express am6 à 53°Est. et encore sur Express am8 à 14° Ouest.

## Guerre de 2006
Lors du conflit israélo-libanais de 2006, le bâtiment depuis lequel la chaîne émettait est détruit par l'armée israélienne dans les premiers jours du conflit. Elle transfère rapidement son site de diffusion et ses studios sur un relais de secours. Le Mossad parvient également  pirater les fréquences d'Al-Manar et à envoyer en direct un message accusant Hassan Nasrallah d'être le responsable du conflit,.

## Diffusion en France

### Conventionnement
Le CSA obtient en référé l'ordonnance qu'EUTELSAT cesse la diffusion de la chaîne Al-Manar en raison de la violation de l'article 42-10 modifié de la loi du 30 septembre 1986, l'injonction est prononcée par le Conseil d'État, sauf à ce que Al Manar conclue une convention avec le CSA (ordonnance de référé du Conseil d'État datée du 20 août 2004, n°269813). La chaîne fait cette demande de conventionnement le 21 septembre 2004. Présentée par le CSA comme « rigoureuse », la convention soumise à Al-Manar comporte notamment un chapitre d'obligations déontologiques, et est acceptée par la « Lebanese Communication Group SAL », société éditrice d'Al-Manar, le 19 novembre 2004.
Parmi les principes généraux imposés à la chaîne, l'éditeur s'engage notamment à veiller dans l'ensemble de ses programmes à :
- « ne pas porter atteinte à la dignité de la personne » ;
- « ne pas inciter à la haine, à la violence ou à la discrimination pour des raisons de race, de sexe, de religion ou de nationalité » ;
- « ne pas présenter de manière favorable des actions violentes à l'encontre de populations civiles » ;
- « ne pas encourager des attitudes de rejet ou de xénophobie ».

La convention précise que la chaîne Al-Manar, diffusée par le satellite Hot-Bird 4 de la société française Eutelsat en Europe, relève, pour sa diffusion dans les États membres de la Communauté européenne (CE), de la compétence de la France.

### Interdiction d'émettre
Le 30 novembre 2004, le CSA et des parlementaires français demandent au conseil d'État la suspension de la diffusion de la chaîne en Europe à la suite de nombreux « dérapages antisémites » dont des extraits sont diffusés par des sites pro-israéliens. Le même jour, le CSA adresse une mise en demeure à la chaîne.
Le 1er décembre 2004, le président du CSA publie un article dans Le Monde afin de justifier la convention passée entre le CSA et Al-Manar.
Le 7 décembre 2004, le CSA engage une procédure de sanction contre Al-Manar pour avoir tenu des propos « susceptibles de constituer une incitation à la haine ou à la violence pour des raisons de religion ou de nationalité » à la suite des commentaires tenus au cours d'un JT diffusé en français le 2 décembre selon lesquels Israël mènerait une campagne pour empêcher la chaîne libanaise « de révéler aux téléspectateurs européens, aux résidents étrangers en Europe (…) les crimes contre l'humanité perpétrés par Israël ».
Le 13 décembre 2004, le Conseil d'État rend une ordonnance de référé qui ordonne à l'opérateur de satellite Eutelsat de cesser la diffusion d'Al-Manar sous 48 heures sous peine d'astreinte de 5 000 euros par jour de retard. La juridiction administrative relève en particulier que « lors de la revue de presse diffusée le 23 novembre 2004 à 16 heures 48, un "expert" a soutenu que des tentatives de transmission volontaire de maladies graves telle que l'infection par le virus du sida avaient été commises par les "sionistes" à l'occasion de l'exportation de produits israéliens vers les pays arabes ; qu'une semblable assertion est contraire à l'article 15 de la loi de 1986 qui prohibe la diffusion de tout programme contenant une incitation à la haine ou à la violence pour des raisons de religion ou de nationalité ; qu'elle est également susceptible de susciter des tensions entre communautés vivant en France et de constituer ainsi un risque pour la sauvegarde de l'ordre public, en violation de l'article 1er de la loi ».
Sur l'offre satellitaire de Eutelstat, Al-Manar fait partie d'un multiplexage de neuf chaînes comprenant également la télévision nationale du Qatar, d'Arabie saoudite, de Libye, du Soudan, du Koweït, d'Oman, de Charjah aux Émirats arabes unis et d'Égypte. Les dirigeants de Eutelsat demandent à la société responsable d'Arabsat d'arrêter de diffuser Al-Manar sous peine de devoir couper l'ensemble des chaînes du bouquet numérique.
Le 14 décembre 2004, la chaîne libanaise décide d'arrêter « volontairement » sa diffusion via le satellite Hot Bird 4.
Le 17 décembre 2004, le CSA résilie la convention de la chaîne après audition des représentants de la société, estimant que les propos diffusés le 2 décembre par la chaîne et utilisant l'expression « crimes contre l'humanité perpétrés par Israël » constituent « un manquement grave aux exigences d'honnêteté de l'information ». Ces propos constituent également un manquement à l'obligation de la chaîne de « traiter avec pondération et rigueur les sujets susceptibles d'alimenter ou d'entraîner, en France et en Europe, des tensions et des antagonismes envers certaines communautés ou certains pays ».

### Justice
À la demande du CSA qui estimait diverses émissions susceptibles d'être qualifiées d'antisémites, le parquet de Paris ouvre une instruction judiciaire contre Al-Manar en janvier 2004, confiée à la juge Emmanuelle Ducos. Malgré les nombreuses pièces versées au dossier, l'instruction ne permet pas d'établir que des programmes contrevenant à la loi française aient été diffusés par la chaîne. En 2007, Al-Manar bénéficie d'un non-lieu.

## En Europe
La chaîne reste accessible en Europe via deux satellites de droit non européen Arabsat et Nilesat ou encore via le site internet d'Al-Manar qui diffuse la chaîne en direct.

## Interdiction aux États-Unis
Le 17 décembre 2004 également, le département d'État des États-Unis annonce avoir placé Al-Manar sur la liste des organisations terroristes et, à son tour, interdite de diffusion. Cela en raison de ses incitations à commettre des activités terroristes. L'opérateur de services par satellite Globecast, filiale de France Télécom, a retiré Al-Manar de ses plates-formes de diffusion.

### Diffusion illégale aux États-Unis
Javed Iqbal, d'origine pakistanaise et résident permanent aux États-Unis, et Saleh Elahwal, respectivement propriétaire et employé d'HDTV ltd, une compagnie de télévision, sont arrêtés par le FBI pour avoir apporté un soutien matériel à Al Manar, diffusé la chaîne et rencontré les représentants de cette chaîne. Iqbal encoure à l'origine une accusation de violation des règles de l'International Emergency Economic Powers Act (IEEPA) ; par la suite le gouvernement américain ne lui reproche finalement que l'aspect commercial du contrat de diffusion (à eux deux, Iqbal et Elahwal avaient touché 110 000 dollars), sans aucune incidence sur le contenu des émissions diffusées : « the satellite case was only about business dealings and “has nothing to do with speech, expression or advocacy,” adding that “the defendants remain free to speak out in favor of Hezbollah and its political objectives. ». Iqbal est condamné à cinq ans et neuf mois de prison, et Elahwal, à dix-sept mois de prison pour avoir diffusé la chaîne du Hezbollah et avoir vendu la diffusion à des clients américains.